# ࢌ
Ṭāʾ trois points souscrits ‹ ࢌ › est une lettre additionnelle de l’alphabet arabe utilisée en pegon javanais. Elle est composée d’un ṭāʾ ‹ ط › diacrité de trois points souscrits.

## Utilisation
En pegon javanais, le ṭāʾ trois points souscrits est utilisé pour transcrire une consonne occlusive rétroflexe sourde [ʈ]. Il est parfois aussi transcrit avec un ṭāʾ point souscrit.